# روبرت دين (سياسي)
روبرت دين (بالإنجليزية: Robert Dean)‏ هو سياسي أسترالي، ولد في 31 أكتوبر 1952. انتخب عضو الجمعية التشريعية فيكتوريا.